# Metagovea
Genre
Metagovea est un genre d'opilions cyphophthalmes de la famille des Neogoveidae.

## Distribution
Les espèces de ce genre se rencontrent en Colombie, en Équateur et au Pérou.

## Liste des espèces
Selon World Catalogue of Opiliones (18/04/2021) :
- Metagovea disparunguis Rosas Costa, 1950
- Metagovea ligiae Giupponi & Kury, 2015
- Metagovea matapi Benavides, Hormiga & Giribet, 2019
- Metagovea philipi Goodnight & Goodnight, 1980
- Metagovea planada Benavides, Hormiga & Giribet, 2019

## Publication originale
- Rosas Costa, 1950 : « Sinopsis de los generos de Sironidae, con la descripcion de dos generos y una especie nuevos (Opiliones, Cyphophthalmi). » Arthropoda, vol. 1, no 2/4, p. 127-151.